# Déville-lès-Rouen
Déville-lès-Rouen is een gemeente in het Franse departement Seine-Maritime (regio Normandië) en telt 10.441 inwoners (1999). De plaats maakt deel uit van het arrondissement Rouen.

## Geografie
De oppervlakte van Déville-lès-Rouen bedraagt 3,2 km², de bevolkingsdichtheid is 3262,8 inwoners per km².
De onderstaande kaart toont de ligging van Déville-lès-Rouen met de belangrijkste infrastructuur en aangrenzende gemeenten.

## Demografie
Onderstaande figuur toont het verloop van het inwonertal (bron: INSEE-tellingen).

## Geboren in Déville-lès-Rouen
- Pierre Bérégovoy (1925-1993), politicus